# Quéven

Quéven este o comună în departamentul Morbihan, Franța. În 1 ianuarie 2022 avea o populație de 8.906 de locuitori.